# Органические вещества

Метан, CH_{4}; одно из простейших органических веществ

Органи́ческие соедине́ния, органические вещества́ — класс химических веществ, объединяющий почти все химические соединения, в состав которых входят атомы углерода, связанные с атомами других химических элементов. Изучаются в органической химии, и на начальном этапе её развития к органическим относили только соединения углерода растительного и животного происхождения. В силу этих исторических причин ряд углеродсодержащих соединений традиционно не относят к органическим, а рассматривают как неорганические соединения — например, монооксид углерода, диоксид углерода, циановодород, сероуглерод, карбонилы металлов, карбонаты, цианиды, роданиды. Условно можно считать, что структурным прототипом органических соединений являются углеводороды. Органические соединения, наряду с углеродом (C), чаще всего содержат (порознь или в различных комбинациях) водород (H), кислород (O), азот (N), значительно реже — серу (S), фосфор (P), галогены (F, Cl, Br, I), бор (B) и некоторые металлы.
Органические соединения распространены в земной коре существенно меньше, чем неорганические, но обладают большой важностью, поскольку являются ключевыми веществами в жизнедеятельности всех известных форм жизни на Земле. Многие органические соединения (например, содержащиеся в почве) включены в основные биогеохимические циклы (углеродный цикл, азотный цикл), являются исходными веществами (цикл Кребса) и продуктами (фотосинтез) биосферных процессов, объём которых оценивается в 380 млрд т. Для многих синтетических органических соединений одними из основных строительных блоков (в том числе как источник углерода) являются дистилляты нефти.

## История
Название органические вещества появилось на ранней стадии развития химии во времена господства виталистических воззрений, продолжавших традицию Аристотеля и Плиния Старшего о разделении мира на живое и неживое. В 1807 году шведский химик Якоб Берцелиус предложил назвать вещества, получаемые из организмов, органическими, а науку, изучающую их, — органической химией. Считалось, что для синтеза органических веществ необходима особая «жизненная сила» (лат. vis vitalis), присущая только живому, и поэтому синтез органических веществ из неорганических невозможен. Это представление было опровергнуто Фридрихом Вёлером, учеником Берцелиуса, в 1829 году путём синтеза «органической» мочевины из «минерального» цианата аммония, однако деление веществ на органические и неорганические сохранилось в химической терминологии и по сей день.
Количество известных органических соединений составляет более 186 млн. Таким образом, органические соединения — самый обширный класс химических соединений. Многообразие органических соединений связано с уникальным свойством углерода образовывать цепочки из атомов, что в свою очередь обусловлено высокой стабильностью (то есть энергией) углерод–углеродной связи. Связь углерод–углерод может быть как одинарной, так и кратной — двойной, тройной. При увеличении кратности углерод-углеродной связи возрастает её энергия, то есть стабильность, а длина уменьшается. Высшая валентность углерода, равная четырём, а также возможность образовывать кратные связи, позволяет образовывать структуры различной размерности (линейные, плоские, объёмные).

## Классификация
Основные классы органических соединений биологического происхождения — белки, липиды, углеводы, нуклеиновые кислоты — содержат, помимо углерода, преимущественно водород, азот, кислород, серу и фосфор. Именно поэтому «классические» органические соединения содержат прежде всего водород, кислород, азот и серу — несмотря на то, что элементами, составляющими органические соединения, помимо углерода могут быть практически любые элементы.
Соединения углерода с другими элементами составляют особый класс органических соединений — элементоорганические соединения. Металлоорганические соединения содержат связь металл–углерод и составляют обширный подкласс элементоорганических соединений.

## Характерные свойства
Существует несколько важных свойств, которые выделяют органические соединения в отдельный, ни на что не похожий класс химических соединений.
- Органические соединения обычно представляют собой газы, жидкости или легкоплавкие твёрдые вещества, в отличие от неорганических соединений, которые в большинстве своём представляют собой твёрдые вещества с высокой температурой плавления.
- Органические соединения большей частью построены ковалентно, а неорганические соединения — ионно.
- Различная топология образования связей между атомами, образующими органические соединения (прежде всего, атомами углерода), приводит к появлению изомеров — соединений, имеющих один и тот же состав и молекулярную массу, но обладающих различным строением молекул и, как следствие, различными физико-химическими свойствами. Данное явление носит название изомерии.
- Явление гомологии — существование рядов органических соединений, в которых формула любых двух соседей ряда (гомологов) отличается на одну и ту же группу — гомологическую разницу CH2. Целый ряд физико-химических свойств в первом приближении изменяется симбатно (мера схожести зависимостей в математическом анализе) по ходу гомологического ряда. Это важное свойство используется в материаловедении при поиске веществ с заранее заданными свойствами.

## Номенклатура
Органическая номенклатура — это система классификации и наименований органических веществ.
В настоящее время распространена номенклатура ИЮПАК.
Классификация органических соединений построена на важном принципе, согласно которому физические и химические свойства органического соединения в первом приближении определяются двумя основными критериями — строением углеродного скелета соединения и его функциональными группами.
В зависимости от природы углеродного скелета органические соединения можно разделить на ациклические и циклические. Среди ациклических соединений различают предельные и непредельные. Циклические соединения разделяются на карбоциклические (алициклические и ароматические) и гетероциклические.
- Органические соединения
  - Углеводороды
    - Ациклические соединения
      - Предельные углеводороды (алканы)
      - Непредельные углеводороды
        - Алкены
        - Алкины
        - Алкадиены (диеновые углеводороды)

    - Циклические углеводороды
      - Карбоциклические соединения
        - Алициклические соединения
        - Ароматические соединения

      - Гетероциклические соединения

  - Функциональные производные углеводородов:
    - Спирты, Фенолы
    - Простые эфиры
    - Альдегиды, Кетоны
    - Карбоновые кислоты
    - Сложные эфиры
    - Жиры
    - Углеводы
      - Моносахариды
      - Олигосахариды
      - Полисахариды
      - Мукополисахариды

    - Амины
    - Аминокислоты
    - Белки
    - Нуклеиновые кислоты

### Алифатические соединения
Алифатические соединения — органические вещества, не содержащие в структуре ароматических систем.
Углеводороды — Алканы — Алкены — Диены или Алкадиены — Алкины — Галогенуглеводороды — Спирты — Тиолы — Простые эфиры — Альдегиды — Кетоны — Карбоновые кислоты — Сложные эфиры — Углеводы или сахара — Нафтены — Амиды — Амины — Липиды — Нитрилы

### Ароматические соединения
Ароматические соединения, или арены, — органические вещества, в структуру которых входит одна (или более) ароматическая циклическая система (см. Ароматичность).
Бензол — Толуол — Ксилол — Анилин — Фенол — Ацетофенон — Бензонитрил —
Галогенарены — Нафталин — Антрацен — Фенантрен — Бензпирен — Коронен — Азулен — Бифенил — Ионол

### Гетероциклические соединения
Гетероциклические соединения — вещества, в молекулярной структуре которых присутствует хотя бы один цикл с одним (или несколькими) гетероатомом.
Пиррол — Тиофен — Фуран — Пиридин

### Полимеры
Полимеры представляют собой особый вид веществ, также известный как высокомолекулярные соединения. В их структуру обычно входят многочисленные сегменты (соединения) меньшего размера. Эти сегменты могут быть идентичны, и тогда речь идёт о гомополимере. Полимеры относятся к макромолекулам — классу веществ, состоящих из молекул очень большого размера и массы.
Полимеры могут быть органическими (полиэтилен, полипропилен, плексиглас и т. д.) или неорганическими (силикон); синтетическими (поливинилхлорид) или природными (целлюлоза, крахмал).

## Структурный анализ
В настоящее время существует несколько методов характеристики органических соединений:
- Кристаллография (рентгеноструктурный анализ) — наиболее точный метод, требующий, однако, наличия высококачественного кристалла достаточного размера для получения высокого разрешения. Поэтому пока этот метод не используется слишком часто.
- Элементный анализ — деструктивный метод, использующийся для количественного определения содержания элементов в молекуле вещества.
- Инфракрасная спектроскопия (ИК): используется главным образом для доказательства наличия (или отсутствия) определённых функциональных групп.
- Масс-спектрометрия: используется для определения молекулярных масс веществ и способов их фрагментации.
- Спектроскопия ядерного магнитного резонанса ЯМР.
- Ультрафиолетовая спектроскопия (УФ): используется для определения непредельных соединений и степени сопряжения в системах кратных и ароматических связей ненасыщенных соединений.